# Kneževac (Sjenica)
Kneževac (em cirílico: Кнежевац) é uma vila da Sérvia localizada no município de Sjenica, pertencente ao distrito de Zlatibor. A sua população era de 95 habitantes segundo o censo de 2011.

## Demografia
| 1948 | 1953 | 1961 | 1971 | 1981 | 1991 | 2002 | 2011 |
| ---- | ---- | ---- | ---- | ---- | ---- | ---- | ---- |
| 219  | 219  | 202  | 165  | 131  | 123  | 105  | 95   |